# Alphonsea boniana
Alphonsea boniana är en kirimojaväxtart som beskrevs av Achille Eugène Finet och François Gagnepain. Alphonsea boniana ingår i släktet Alphonsea och familjen kirimojaväxter. Inga underarter finns listade i Catalogue of Life.